# Ivisan
Ivisan est une municipalité de la province de Cápiz, aux Philippines. En 2015, la localité compte 29 055 habitants.